# Sahajak Boonthanakit
Sahajak „Poo“ Boonthanakit (thailändisch สหจักร บุญธนกิจ; * 1958 oder 1959 in Bangkok) ist ein thailändischer Schauspieler.

## Leben
Boonthanakit wurde Ende der 1950er Jahre in Bangkok geboren. Ab seinem dritten Lebensjahr stand er regelmäßig für verschiedene Werbespots vor der Kamera. Kurz darauf zog er mit seiner Familie nach Kenia, wo er ab seinem vierten Lebensjahr in einem Theater in Nairobi auftrat. Er lebte über zehn Jahre in Kenia. Ende der 1990er Jahre zog er zurück nach Thailand. Später ließ er sich in New York City nieder, wo er über 20 Jahre lebte.
Erstmals in einer größeren Filmproduktion trat Boonthanakit 1999 als Sgt. Choy im Film Brokedown Palace – Die Hoffnung stirbt zuletzt auf. Im Folgejahr spielte er im Film The Beach mit. 2014 wirkte er in der deutschen Filmproduktion Fünf Freunde 3 mit. Zwei Jahre später war er in Gefangen im Paradies erneut in einer deutschen Filmproduktion zu sehen. 2015 erhielt er von der The Thailand International Film Destination den Ehrenpreis für meinen Beitrag zu ausländischen Filmen, die in Thailand gedreht und gedreht wurden. 2017 wirkte er in sieben Episoden der Fernsehserie Farang mit.
2022 stellte er im Film Dreizehn Leben die Rolle des Governor Narongsak dar. 2024 spielte er im Film Bangkok Dog mit. Im selben Jahr stellte er wiederkehrende Rollen in den Fernsehserien Blood & Treasure – Kleopatras Fluch und S.W.A.T. dar. In den nächsten Jahren erhielt er unter anderen Rollenbesetzungen in den Filmproduktionen Farang – Schatten der Unterwelt und Mother of the Bride.

## Filmografie (Auswahl)
- 1999: Brokedown Palace – Die Hoffnung stirbt zuletzt (Brokedown Palace)
- 2000: The Beach
- 2003: The Tesseract
- 2003: Jenseits aller Grenzen (Beyond Borders)
- 2006: Holly
- 2008: Matrioshki – Mädchenhändler (Matroesjka’s, Fernsehserie, 2 Episoden)
- 2009: Street Fighter: The Legend of Chun-Li
- 2009: Formosa Betrayed
- 2009: Une famille formidable (Fernsehserie, Episode 8x02)
- 2009: The Marine 2
- 2010: The Piano Tuner (Kurzfilm)
- 2011: Stretch
- 2011: Largo Winch II – Die Burma Verschwörung (Largo Winch II)
- 2011: Soi-lát-daa-laen
- 2011: Elephant White – Ein Killer in Bangkok (Elephant White)
- 2011: The Lady – Ein geteiltes Herz (The Lady)
- 2012: 30 Grad im Februar (30° i februari, Fernsehserie, 2 Episoden)
- 2012: Claire (Kurzfilm)
- 2012: Escape
- 2012: The Encounter: Paradise Lost
- 2012: Trade of Innocents
- 2012: Angels
- 2013: Choice
- 2013: Das verschollene Medaillon – Die Abenteuer von Billy Stone (The Lost Medallion: The Adventures of Billy Stone)
- 2013: The Mark: Redemption
- 2013: Only God Forgives
- 2013: Joséphine, ange gardien (Fernsehserie, Episode 14x06)
- 2013: Lua Phat
- 2013: Final Recipe
- 2013: Clueless (Kurzfilm)
- 2013: Portrait of An Angry Man (Kurzfilm)
- 2014: Fünf Freunde 3
- 2014: Tekken 2: Kazuya’s Revenge (Tekken: A Man Called X)
- 2014: Lupin The Third – Der Meisterdieb (Lupin III)
- 2014: Skin Trade
- 2015: Die Erbschaft (Arvingerne, Fernsehserie, Episode 2x03)
- 2015: Zero Tolerance – Auge um Auge (Zero Tolerance)
- 2015: The Man with the Iron Fists 2
- 2015: Strike Back (Fernsehserie, Episode 5x02)
- 2015: No Escape
- 2015: Dämmerung über Burma (Twilight Over Burma, Fernsehfilm)
- 2015: Trafficker
- 2015: The Asian Connection
- 2016: The Fighters 3: No Surrender (Never Back Down: No Surrender)
- 2016: Hard Target 2
- 2016: Gefangen im Paradies (Fernsehfilm)
- 2016: All I See Is You
- 2016: Gold – Gier hat eine neue Farbe (Gold)
- 2017: Farang (Fernsehserie, 7 Episoden)
- 2017: Chalard games goeng
- 2017: Chasing the Dragon (Chui lung)
- 2017: Fail Stage
- 2018: M.I.A. A Greater Evil
- 2018: Future Sex (Miniserie, Episode 1x03)
- 2018: The Prey
- 2018: Mordkommission Istanbul (Fernsehserie, 2 Episoden)
- 2018–2019: Back in Bangkok (Fernsehserie)
- 2019: Krasue: Inhuman Kiss (Sang krasue)
- 2019: Todos cambiamos
- 2019: The Stranded (Fernsehserie, Episode 1x04)
- 2020: Sergio
- 2020: Kommissar Bäckström (Bäckström, Fernsehserie, 3 Episoden)
- 2020: Scholar (Fernsehfilm)
- 2020: Most Wanted (Target Number One)
- 2020: One Night in Bangkok
- 2020: Housemaid (Kurzfilm)
- 2020: Tremors: Shrieker Island
- 2021: Die Schlange (Miniserie, 3 Episoden)
- 2021: Karmalink
- 2021: The Maestro
- 2021: Bangkok Breaking (Fernsehserie, Episode 1x01)
- 2021: Les Bodin’s en Thaïlande
- 2022: Fistful of Vengeance
- 2022: AI Love You
- 2022: Cracked
- 2022: Dreizehn Leben (Thirteen Lives)
- 2022: Blood & Treasure – Kleopatras Fluch (Blood & Treasure, Fernsehserie, 2 Episoden)
- 2022: S.W.A.T. (Fernsehserie, 2 Episoden)
- 2023: No Escape (Fernsehserie, Episode 1x01)
- 2023: Sheroes
- 2023: Farang – Schatten der Unterwelt (Farang)
- 2023: Solids by the Seashore
- 2024: Hellhound
- 2024: Mother of the Bride
- 2024: Morlam (Kurzfilm)
- 2024: Art of Eight Limbs
- 2024: Bangkok Dog
- 2024: Amura (Fernsehserie, 7 Episoden)